# Dmitriy Pantov
Dmitriy Anatolyevich Pantov est un biathlète kazakh, né le 12 septembre 1969 à Pavlodar.

## Biographie
Il a participé à trois éditions des Jeux olympiques en 1994, 1998 et 2002. Dans sa carrière, il a obtenu un seul podium international, une troisième place sur l'individuel de Bad Gastein durant la Coupe du monde en 1994.
Son fils Anton est aussi biathlète.
Il devient entraîneur après sa carrière sportive.

## Palmarès

### Jeux olympiques d'hiver
| Épreuve / Édition      | Individuel | Sprint | Poursuite                        | Relais |
| ---------------------- | ---------- | ------ | -------------------------------- | ------ |
| JO 1994 Lillehammer    | 51e        | 48e    | Épreuve inexistante à cette date | -      |
| JO 1998 Nagano         | 49e        | 54e    | Épreuve inexistante à cette date | 16e    |
| JO 2002 Salt Lake City | 49e        | 79e    | -                                | -      |

Légende :
- : épreuve inexistante lors de cette édition.

### Championnats du monde
| Épreuve / Édition                | individuel | Sprint | Poursuite                        | Départ en masse                  | Relais | Course par équipes               |
| Mondiaux 1995 Antholz Anterselva | 29e        | 27e    | Épreuve inexistante à cette date | Épreuve inexistante à cette date | 15e    | 11e                              |
| Mondiaux 1997 Osrblie            | 24e        | 33e    | 24e                              | Épreuve inexistante à cette date | 18e    | 11e                              |
| Mondiaux 2000 Oslo Lahti         | 70e        | 39e    | 38e                              | -                                | 8e     | Épreuve inexistante à cette date |
| Mondiaux 2001 Pokljuka           | 45e        | 73e    | -                                | -                                | -      | Épreuve inexistante à cette date |

Légende :

 : épreuve inexistante à cette date

— : pas de participation à cette épreuve

### Coupe du monde
- Meilleur classement général : 44e en 1997.
- 1 podium individuel : 1 troisième place.